# Emmanuelle Charpentier
Emmanuelle Marie Charpentier (Juvisy-sur-Orge, Essonne, 11 de desembre de 1968) és una investigadora francesa. Directora, d'ençà del 2015, de la Unitat Max Planck de Ciència dels Patògens a Berlín, aquesta especialista en microbiologia i immunologia obtingué el Premi Nobel de Química del 2020, conjuntament amb la científica estatunidenca Jennifer Doudna, arran del "desenvolupament d'un mètode per a l'edició del genoma."
És membre de l'Acadèmia de ciències i de l'Acadèmia de tecnologies franceses.

## Biografia
Emmanuelle Charpentier va néixer el 1968 a la població de Juvisy-sur-Orge, una població molt propera a la capital francesa, al si d'una família benestant. Molt petita decidí ja que aniria a la universitat quan la seva germana major s'hi matriculà.
Després d'estudiar bioquímica i microbiologia a la Universitat Pierre i Marie Curie de París, va ser estudiant doctoral a l'Institut Pasteur entre 1992 i 1995. La seva tesi de doctorat tractava sobre l'anàlisi dels mecanismes moleculars implicats en la resistència antibiòtica.
Un cop acabats els estudis començà a treballar com a postdoctorant a l'Institut Pasteur de 1995 a 1996 abans d'anar-se'n cap als Estats Units d'Amèrica per a dedicar-se a la recerca gràcies a una beca postdoctoral a la Universitat Rockefeller de Nova York, on va romandre fins al 1997. Treballà aleshores al laboratori de la prestigiosa microbiologista Elaine Tuomanen per a estudiar-hi el patogen Streptococcus pneumoniae.

## Carrera científica
Especialista en el mètode CRISPR ha realitzat estudis sobre el genoma humà, l'àcid desoxiribonucleic (ADN) i l'àcid ribonucleic (ARN). El 2015 fou guardonada amb el Premi Princesa d'Astúries d'Investigació Científica i Tècnica, juntament amb l'investigadora estatunidenca Jennifer Doudna.
Al 2012, en establir la col·laboració amb Jennifer Doudna després de descobrir que treballaven en el mateix camp, van publicar un article a Science que esdevingué una fita en el camp de la genètica molecular; hi mostraven el procés que té lloc quan els bacteris són envaïts per segona vegada per un virus, un procés en el qual es produeix la destrucció de l'ADN viral per mitjà d'una proteïna anomenada CAS9. Aquesta descoberta obria un enfocament completament nou per a l'edició del genoma, perquè oferia una tècnica per eliminar o afegir ADN en ubicacions concretes i fer canvis específics en les seqüències d’ADN d’una manera molt més senzilla i eficient.
En poder alterar l’ADN s'obria el camí per modificar el genoma amb finalitats mèdiques, com ara corregir defectes genètics. I ja constitueix una tecnologia que s'aplica en laboratoris de tot el món per a desenvolupar nous tractaments biomèdics.

## Premis i guardons
- 2009 – Premi Theodor Körner[7]
- 2011 – Premi Fernström per a científics joves i prometedors[8]
- 2014 – Premi Göran Gustafsson[9]
- 2014 – Premi Dr. Paul Janssen de Investigación Biomédica[10] (compartit amb Jennifer Doudna)
- 2014 – Premi Jacob Heskel Gabbay[11] (compartit amb Feng Zhang i Jennifer Doudna)
- 2014 – Premi Breakthrough de Ciències de la Vida[12] (compartit amb Jennifer Doudna)
- 2015 – Premi de la Societat Internacional de Tecnologies Transgèniques[13] (compartit amb Jennifer Doudna)
- 2015 – Premi Louis-Jeantet de Medicina[14]
- 2015 – Time 100: Pioners[15] (compartit amb Jennifer Doudna)[16]
- 2015 – Premi Ernst Jung de Medicina[17]
- 2015 – Premi Princesa d'Astúries d'Investigació Científica i Tècnica (compartit amb Jennifer Doudna)
- 2015 – Premi Gruber de Genètica (compartit amb Jennifer Doudna)[18]
- 2015 – Premi Umeå University Jubilee: The MIMS Excellence by Choice Programme[19]
- 2015 – Medalla Carus, de l'Acadèmia de Ciències Leopoldina[20]
- 2015 – Premi Massry[21]
- 2016 – Premis Fundació BBVA Fronteres del Coneixement a la categoria de Biomedicina amb Jennifer Doudna i Francisco M. Mojica
- 2016 - Premi Gottfried Wilhelm Leibniz[22]
- 2016 - Premi Paul-Ehrlich-et-Ludwig-Darmstaedter (amb Jennifer Doudna)[23]
- 2016 - Premi L'Oréal - UNESCO per a les dones i la ciència.[24]
- 2018 - Premi Kavli en nanociències (amb Jennifer Doudna i Virginijus Šikšnys)[25]
- 2020 – Premi Wolf en Medicina conjuntament amb Jennifer Doudna.[26]
- 2020 – Premi Nobel de Química amb Jennifer Doudna[27]
- 2024 – Doctora Honoris Causa per la Universitat Pompeu Fabra.[28]